# Papiros de Abusir

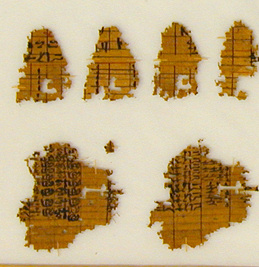
Fragmentos de Papiros de Abusir.

Plano da necrópolis de Abusir.

Os papiros de Abusir, descobertos na região de Abusir, são a colecção de papiros manuscritos mais numerosa do Antigo Império do Egipto. Os primeiros papiros foram descobertos em 1893, em Abu Gurabe, perto de Abusir, no norte do Egito. As suas origens remontam ao século XXIV a.C. durante a V dinastia Apesar de estarem muito fragmentados, são os papiros manuscritos mais antigos que sobreviveram até aos nossos dias. Mais tarde foi descoberta uma grande quantidade de fragmentos de manuscritos na zona.

## Conteúdo dos papiros
Os papiros de Abusir são considerados os achados mais importantes de documentos administrativos do Império Antigo. Oferecem informação detalhada sobre o funcionamento dum templo fúnebre real e incluem listas de turnos para sacerdotes, inventários da equipa do templo e listas de oferendas diárias aos dois templos solares em Abu Gurabe, ao norte de Abusir, bem como cartas e permissões.
Os fragmentos conservam restos de dois tipos de escrituras diferentes. A introdução está escrita com hieróglifos e começa com uma data (as datas neste tempo expressavam-se no número de contagens nacionais do gado) em referência ao reinado de Tanquerés, tendo assim sido datados os manuscritos ao final da V Dinastia.
Os fragmentos de papiros estão escritos em colunas divididas em três registos horizontais.
o primeiro registro enumera as datas e os nomes dos funcionários
o segundo registro enumera os nomes dos destinatários
o terceiro registro enumera o tipo de cortes de carne fornecidos; esta secção está em grande parte destruída.
O texto da direita está em escritura hierática e resume as atribuições dos cereais.

## História da descoberta

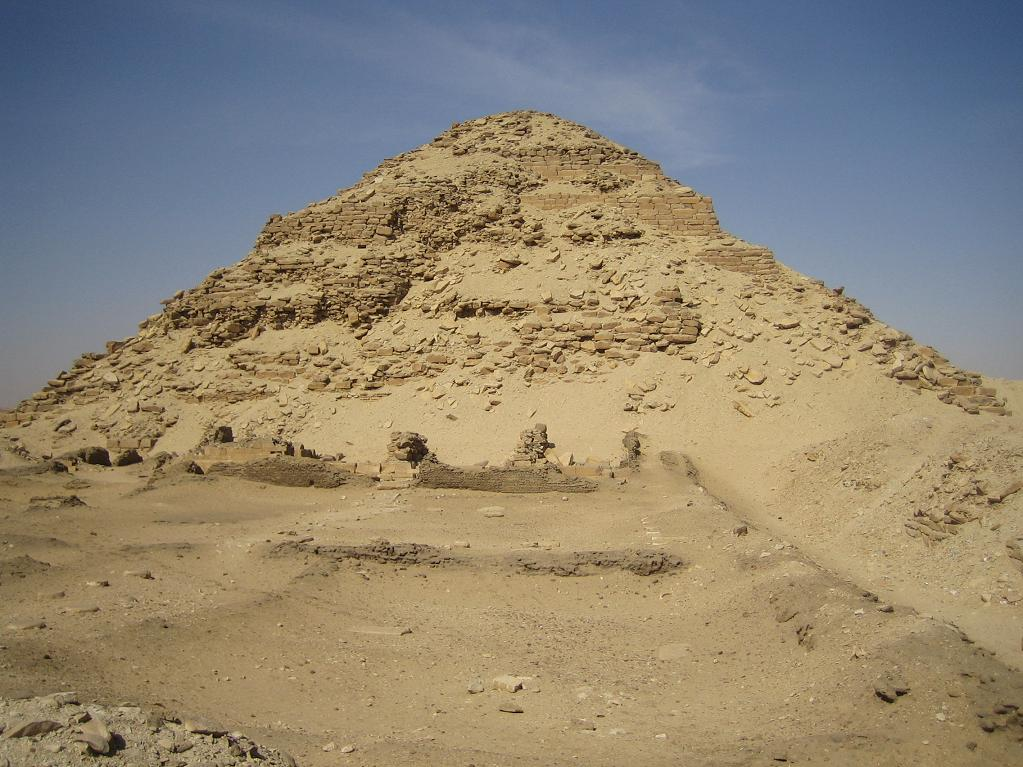
A Pirâmide de Neferircaré em Abusir

Os papiros de Abusir são uma colecção de papiros administrativos que datam da V Dinastia. Os papiros encontraram-se nos complexos dos templos de Neferircaré, Neferefré e da rainha Quentecaus II.
Os primeiros fragmentos dos papiros de Abusir foram descobertos em 1893 durante escavações ilegais em Abusir. Continham manuscritos relativos a Neferircaré que posteriormente foram vendidos a vários egiptólogos e museus.
O egiptólogo alemão Ludwig Borchardt identificou mais tarde o lugar do achado perto do templo da pirâmide do faraó Neferircaré, da V Dinastia. Esta teoria foi confirmada pela descoberta de Borchardt de mais fragmentos durante as escavações no templo.
Os papiros do complexo de Neferircaré  encontraram-se em armazéns localizados na parte sudoeste do complexo.
Com a informação do primeiro papiro de Abusir, em meados da década de 1970 os arqueólogos checos, liderados por Miroslav Verner, puderam encontrar o monumento fúnebre de Neferefré, com cerca de 2000 papiros para além daqueles. Foram encontrados principalmente nos armazéns, na secção noroeste da edificação. Existem evidências de que originalmente os papiros se prendiam com atiras de couro e de que eram guardados em caixas de madeira.
Outras escavações realizadas pela expedição checa no mesmo local também revelaram papiros no monumento fúnebre de Quentecaus (a mãe de Quentecaus II).
Para além das extensivas escavações na zona da pirâmide de Abusir, realizadas pelo Instituto Checo de Egiptologia da Universidade Charles desde a década de 1970, o Instituto de Egiptologia da Universidade de Waseda deu início a escavações no mesmo local em setembro de 1990.

## Localização actual dos papiros
Os fragmentos dos Papiros de Abusir estão alojados em vários museus.Nomeadamente EA 10735 (British Museum), UC 32769  e UC 32366 (University College, Londres), E25279 (Louvre, Paris), 58063 (Museu Egípcio, O Cairo).